# Dieter Leuze
Dieter Leuze (* 20. Februar 1933 in Heilbronn; † 1. Mai 2022) war ein deutscher Jurist und Hochschullehrer. Seine Spezialgebiete waren das Verwaltungsrecht und das Urheberrecht. Er war Gründungskanzler der seit 1972 bestehenden Gesamthochschule Essen.

## Leben
Dieter Leuze studierte an der Ludwig-Maximilians-Universität München und an der Eberhard Karls Universität Tübingen. In Tübingen wurde er im Wintersemester 1952/53 Mitglied der Studentenverbindung Tübinger Königsgesellschaft Roigel. 1957 bestand er das 1. juristische Staatsexamen, 1960 promovierte er in Tübingen, und 1962 beendete er seine Ausbildung mit dem 2. juristischen Staatsexamen. Anschließend begann er eine Ministeriallaufbahn in Baden-Württemberg – zuerst im Arbeits- und Sozialministerium und ab 1996 im Kultusministerium.
Als 1972 die Gesamthochschule Essen gegründet wurde, war er erster Kanzler der Hochschule. Diese Funktion behielt bis 1991 und war damit eine der prägenden Persönlichkeiten der Gesamthochschule. Bis zu seiner Emeritierung 1998 lehrte er dort weiter. Seit 1988 lehrte er an der Ruhr-Universität Bochum, wo er zeitweise gemeinsame Vorlesungen mit Knut Ipsen hielt. Dort war er auch nach seiner Emeritierung weiter als Honorarprofessor tätig.
Nach seiner Emeritierung begann er, sich als Rechtsanwalt zu betätigen. Spezialisiert war er auf Hochschulrecht, Beamtenrecht, Disziplinarrecht und Arbeitnehmererfindungsrecht.
Zusammen mit Hartmut Krüger wirkte Leuze maßgeblich an der Gründung des „Vereins zur Förderung des deutschen & internationalen Wissenschaftsrechts“ mit. Er übernahm auf der Gründungsversammlung im Dezember 2004 den ersten Vorsitz.
Dieter Leuze wohnte in Essen und war Mitglied im Stiftungsrat sowie Senatsmitglied der FOM – Hochschule für Oekonomie und Management in Essen.

## Schriften (Auswahl)
- Die Entwicklung des Persönlichkeitsrechts im 19. Jahrhundert. Zugleich ein Beitrag zum Verhältnis allgemeinen Persönlichkeitsrecht-Rechtsfähigkeit. Gieseking, Bielefeld 1962 (zugleich Dissertation an der Universität Tübingen 1960).
- mit Hubert Detmer, später mit Volker Epping: Gesetz über die Hochschulen des Landes Nordrhein-Westfalen (Hochschulgesetz – HG) [HG NRW]. Unter besonderer Berücksichtigung des Hochschulrahmengesetzes des Bundes und der Hochschulgesetze der einzelnen Länder. Kommentar. Gieseking, Bielefeld 2001/2002 (zuletzt 18. Ergänzungslieferung (November 2020)).
- Urheberrechte der Beschäftigten im öffentlichen Dienst. Öffentliche Verwaltung – Hochschulen – außeruniversitäre Forschungseinrichtungen – Schulen. 3. erweiterte und überarbeitete Auflage, Erich Schmidt Verlag, Berlin 2013, ISBN 978-3-503-14436-5.